# والتر فيرغسون
والتر فيرغسون (بالإنجليزية: Walter Ferguson)‏ هو رسام ورسام توضيحي أمريكي، ولد في 1930.